# Ville-en-Woëvre
Ville-en-Woëvre ist eine französische Gemeinde mit 130 Einwohnern (Stand: 1. Januar 2022) im Département Meuse in der Region Grand Est (bis 2015: Lothringen). Sie gehört zum Arrondissement Verdun und zum Kanton Étain.

## Geografie
Ville-en-Woëvre liegt etwa 20 Kilometer ostsüdöstlich von Verdun und etwa 38 Kilometer westlich von Metz in der Landschaft Woëvre. Umgeben wird Ville-en-Woëvre von den Nachbargemeinden Herméville-en-Woëvre und Braquis im Norden, Hennemont im Nordosten und Osten, Pintheville im Südosten, Fresnes-en-Woëvre im Südosten und Süden, Manheulles im Süden und Südwesten sowie Grimaucourt-en-Woëvre im Nordwesten.
Durch die Gemeinde führt die Autoroute A4.

## Bevölkerungsentwicklung
| Jahr                       | 1962 | 1968 | 1975 | 1982 | 1990 | 1999 | 2006 | 2019 |
| Einwohner                  | 196  | 154  | 156  | 146  | 148  | 157  | 140  | 120  |
| Quellen: Cassini und INSEE |      |      |      |      |      |      |      |      |

## Sehenswürdigkeiten
- Kirche Saint-Vannes aus der Zeit der Renaissance
- Schloss Hannoncelles aus dem 18. Jahrhundert

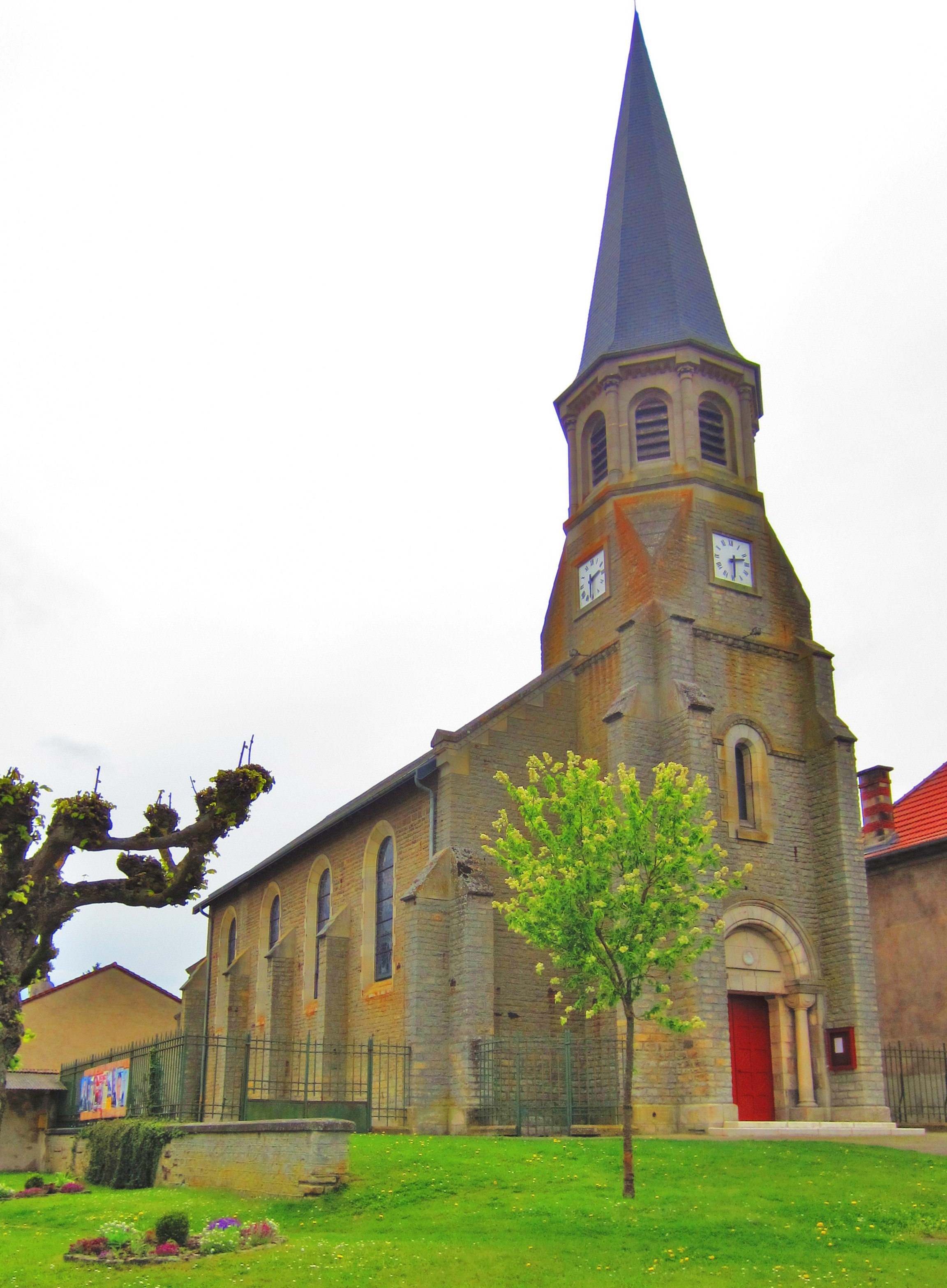
Kirche Saint-Vannes